# Rudolf Vierhaus
Rudolf Vierhaus (* 29. Oktober 1922 in Eickel, einem Ortsteil der späteren Stadt Wanne-Eickel; † 13. November 2011 in Berlin) war ein deutscher Historiker, der schwerpunktmäßig die Frühe Neuzeit erforschte. Seit 1964 lehrte er als Professor an der neugegründeten Ruhr-Universität Bochum. Ab 1971 war er Direktor am Göttinger Max-Planck-Institut für Geschichte. Er wurde bekannt durch seine Forschungen zur Aufklärung.  

## Leben
Der Sohn eines Zechenhandwerkers besuchte als erster aus seiner Familie die Oberrealschule und legte 1941 das Abitur ab. Im selben Jahr wurde er zum Kriegsdienst eingezogen. Als Leutnant wurde er im Kampf mit amerikanischen Truppen an der Mosel im Herbst 1944 schwer verwundet. Vierhaus geriet im folgenden Jahr in Marburg in Kriegsgefangenschaft. Die kommenden Jahre verbrachte er in Lazaretten und Krankenhäusern. Erst 1949 war sein Gesundheitszustand einigermaßen wiederhergestellt. 
Seit 1949 studierte er an der Universität Münster Geschichte, Germanistik und Philosophie. Seine akademischen Lehrer waren Kurt von Raumer, Herbert Grundmann und Joachim Ritter. Beeinflusst wurde Vierhaus auch von Werner Conze und dessen Arbeitskreis für Sozialgeschichte. Im Jahre 1955 wurde Vierhaus bei Raumer über das Thema Ranke und die soziale Welt promoviert. Seine Habilitation erfolgte 1961 über Deutschland im Zeitalter der Aufklärung – Untersuchungen zur deutschen Sozialgeschichte im Zeitalter der Aufklärung. Die Darstellung blieb unveröffentlicht. Ihre wichtigsten Gedankengänge wurden 1965 und 1985 in Aufsätzen publiziert, die wiederum 1987 im Sammelband Deutschland im 18. Jahrhundert – Politische Verfassung, soziales Gefüge, geistige Bewegungen veröffentlicht wurden. Ab 1961 war Vierhaus Privatdozent in Münster. Es folgten mehrere Vertretungsprofessuren. 
Während der Vertretung des Lehrstuhls von Franz Schnabel in München erhielt er Berufungen nach Frankfurt am Main und Bochum. 1964 wurde Vierhaus als erster Historiker zum ordentlichen Professor an der neu gegründeten Ruhr-Universität Bochum ernannt. 1966/67 lehrte er als Gastprofessor am St Antony’s College in Oxford. Eine Berufung an die Universität Münster lehnte er ab.
Seit 1968 war Vierhaus nebenberuflicher Mitdirektor des Max-Planck-Instituts für Geschichte in Göttingen und ab 1971 neben Josef Fleckenstein Direktor des Instituts. Dort initiierte er maßstabsetzende Impulse für das Institut und die Geschichtswissenschaft in Deutschland, die sich in seiner Einladungspolitik namentlich an ausländische Wissenschaftler und in der Stellenbesetzung am Institut niederschlugen. Vierhaus unterstützte als Direktor am Max-Planck-Institut für Geschichte maßgeblich auch den Aufbau einer Mission Historique Française en Allemagne in Göttingen (1977–2009). Vierhaus nahm Honorarprofessuren an der Ruhr-Universität Bochum und an der Universität Göttingen wahr. 1990 wurde Vierhaus emeritiert. Nach seiner Emeritierung setzte er sich für die Integration der ostdeutschen Geschichtswissenschaft ein. Von 1990 bis 1997 war er Gründungsvorsitzender der Deutsch-tschechischen und deutsch-slowakischen Historikerkommission.

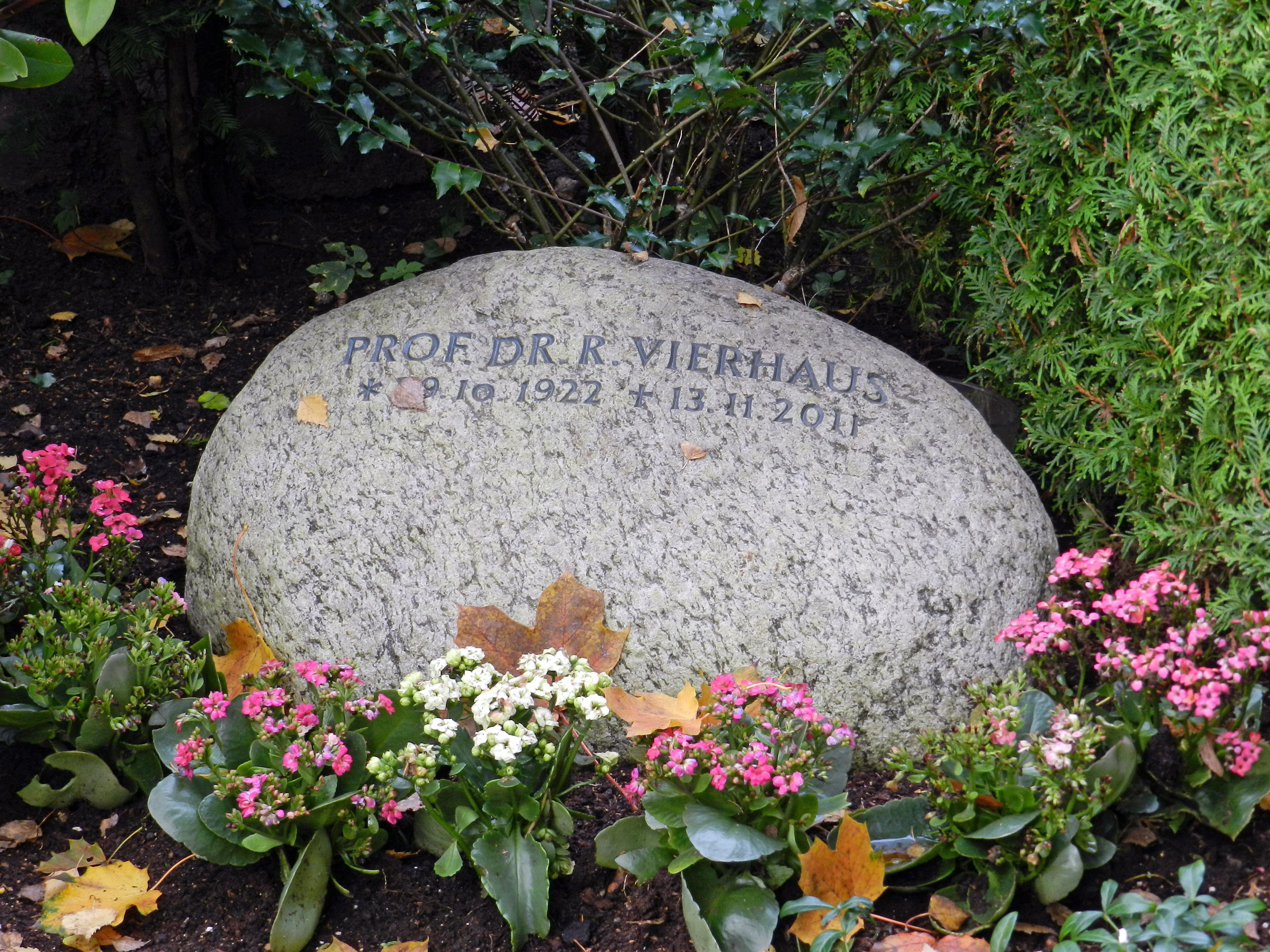
Grab auf dem Friedhof Nikolassee

Vierhaus starb im November 2011 im Alter von 89 Jahren in Berlin. Sein Grab befindet sich auf dem Friedhof Nikolassee.

## Werk
Vierhaus’ Forschungsgebiete waren die Neuere Geschichte, speziell die vergleichende Sozial-, Verfassungs-, Ideen-, Wissenschafts-, Bildungs- und Kulturgeschichte seit der frühen Neuzeit. In seinen frühen Jahren befasste er sich besonders mit der Geschichte des 19., zeitweilig auch mit der deutschen und europäischen Entwicklung des frühen 20. Jahrhunderts. 1960 erschien in der Reihe der Deutschen Geschichtsquellen des 19. und 20. Jahrhunderts die Edition des Tagebuchs der Baronin Spitzemberg. In den 1970er Jahren konzentrierte er sich zunehmend auf die Geschichte des 17. und 18. Jahrhunderts. Dabei entstanden die maßgeblichen Gesamtdarstellungen, Deutschland im Zeitalter des Absolutismus (1978) und im Rahmen der Propyläen Geschichte Deutschlands die Staaten und Stände (1984). Maßgeblich waren seine Studien zur deutschen und europäischen Aufklärung. Vierhaus plädiert für eine neue Kulturgeschichte, die er als Erweiterung der Sozialgeschichte versteht. Als methodische Grundlegung empfiehlt er die Rekonstruktion historischer Lebenswelten, welcher er in seinen Aufsatz Die Rekonstruktion historischer Lebenswelten. Probleme moderner Kulturgeschichtsschreibung nachgeht. Zu seinen Hauptwerken zählen ferner die Aufsatzsammlung Deutschland im 18. Jahrhundert. Politische Verfassung. Soziales Gefüge. Geistige Bewegungen (Göttingen 1987) sowie seine gesammelten Beiträge zur Geschichte des 19. und 20. Jahrhunderts, die anlässlich seines 80. Geburtstags unter dem Titel Vergangenheit als Geschichte (Göttingen, 2003) erschienen sind. Vierhaus war Herausgeber der Deutschen Biographischen Enzyklopädie ab deren viertem Band. Nach der Emeritierung waren seine Forschungsschwerpunkte besonders die Geschichte der Bildung, die Geschichte der Religion, insbesondere die Sozialgeschichte der Kirchen, der Frömmigkeit und der religiösen Verhaltensweisen sowie die Geschichte der Wissenschaft.
Als akademischer Lehrer betreute Vierhaus Arbeiten vom Spätmittelalter bis zur Nachkriegsgeschichte. Dabei entstanden grundlegende Studien zum Freiheitsbegriff im 18. Jahrhundert (Jürgen Schlumbohm), zum Menschheits- und Humanitätsverständnis der Spätaufklärung (Hans Erich Bödeker), zur Entstehung des Absolutismusbegriffs (Reinhard Blänkner) oder auch zur „Ideologie des deutschen Weges“ in der Historiographie der Zwischenkriegszeit (Bernd Faulenbach). Ein weiterer Schüler von Vierhaus ist Horst Dippel.
Für seine Forschungen wurden Vierhaus zahlreiche wissenschaftliche Ehrungen und Mitgliedschaften zugesprochen. Vierhaus wurde 1964 ordentliches Mitglied und 2006 korrespondierendes Mitglied der Historischen Kommission für Westfalen. Er war Mitglied der Historischen Kommission für Niedersachsen und Bremen und seit 1985 ordentliches Mitglied der Akademie der Wissenschaften zu Göttingen. Bundespräsident Richard von Weizsäcker ehrte Vierhaus am 23. Mai 1986 in Bonn mit dem Verdienstkreuz 1. Klasse des Verdienstordens der Bundesrepublik Deutschland. Ebenfalls 1986 erhielt Vierhaus den Prix Alexander von Humboldt pour la coopération scientifique franco-allemande. Im Jahr 1988 erhielt er das Verdienstkreuz des Niedersächsischen Verdienstordens (1. Klasse). Die Hebräische Universität Jerusalem machte ihn 1990 zum „Honorary Fellow“. Die Päpstliche Universität Comillas würdigte 1991 Vierhaus mit dem „Primer socio de Honor“. Im Jahr 1992 wurde ihm die Ehrendoktorwürde der Eötvös-Loránd-Universität verliehen. 1994 wurde er zum ordentlichen Mitglied der Academia Europaea gewählt. Der Präsident der tschechischen Republik Václav Havel verlieh ihm 1998 in Prag die Verdienstmedaille 1. Klasse der Tschechischen Republik. Ebenfalls 1998 wurde er mit dem Großen Verdienstkreuz des Verdienstordens der Bundesrepublik Deutschland geehrt. Festschriften wurden ihm zum 60., 70. und 80. Geburtstag gewidmet. Die Ruhr-Universität Bochum ehrte Vierhaus 2012 mit einem Symposion „Geschichte als erfahrene und gedeutete Vergangenheit“.

## Schriften (Auswahl)
Monografien
- Ranke und die soziale Welt. Diss. phil. Münster 1957 (= Neue Münstersche Beiträge zur Geschichtsforschung, Bd. 1), Münster 1957.
- Deutschland im 18. Jahrhundert. Politische Verfassung, soziales Gefüge, geistige Bewegungen. Ausgewählte Aufsätze. Göttingen 1987, ISBN 3-525-36216-1.
- Deutschland im Zeitalter des Absolutismus (1648–1763). 2. Auflage. Vandenhoeck & Ruprecht, Göttingen, 1984, ISBN 3-525-33504-0.
- Staaten und Stände. Vom Westfälischen bis zum Hubertusburger Frieden 1648 bis 1763 (= Propyläen Geschichte Deutschlands. Band 5). Berlin 1984, ISBN 3-549-05815-2.

Herausgeberschaften
- Deutsche Biographische Enzyklopädie ab Band IV.
- Frühe Neuzeit – frühe Moderne? Forschungen zur Vielschichtigkeit von Übergangsprozessen. Göttingen 1992, ISBN 3-525-35641-2.
- zusammen mit Gerhard A. Ritter: Aspekte der historischen Forschung in Frankreich und Deutschland. Schwerpunkte und Methoden = Aspects de la recherche historique en France et en Allemagne. Göttingen 1981, ISBN 3-525-35383-9.
- Bürger und Bürgerlichkeit im Zeitalter der Aufklärung. Heidelberg 1981.
- Das Tagebuch der Baronin Spitzemberg, geb. Freiin von Varnbüler. Aufzeichnungen aus der Hofgesellschaft des Hohenzollernreiches. (= Deutsche Geschichtsquellen des 19. und 20. Jahrhunderts, Bd. 43.) Göttingen 1960.
- Wissenschaften im Zeitalter der Aufklärung. Vandenhoeck & Ruprecht, Göttingen/Zürich 1985.
- mit Ludolf Herbst (Hrsg.), Bruno Jahn (Mitarb.): Biographisches Handbuch der Mitglieder des Deutschen Bundestages. 1949–2002. K. G. Saur, München 2002–2003
  - Bd. 1: A–M., 2002, ISBN 978-3-598-23782-9 und ISBN 3-598-23782-0; Vorschau über Google-Bücher
  - Bd. 2: N–Z. Anhang., 2003, ISBN 978-3-598-23782-9 und ISBN 3-598-23782-0.
  - Bd. 3: Zeittafel – Verzeichnisse – Ausschüsse. ISBN 978-3-598-23783-6 und ISBN 3-598-23783-9.